# ГЕС Вишеград
ГЕС Вишеград — гідроелектростанція на півдні Боснії і Герцеговини, споруджена на річці Дрина (права притока Сави, притоки Дунаю). Становить верхню ступінь каскаду, знаходячись вище від ГЕС Баїна Башта (на кордоні Боснії та Сербії). Станом на середину 2010-х років є найпотужнішою гідроелектростанцією в країні (без урахування ГАЕС).
Для спорудження станції річку перекрили бетонною гравітаційною греблею висотою 79,5 метра та довжиною 280 метрів, що створило водосховище об'ємом 161 млн м3 (корисний об'єм 101 млн м3). Всього під час будівництва ГЕС були виконані земляні роботи в обсязі 2,1 млн м3 та використано 650 тис. м3 бетону.
Машинний зал виконаний у пригреблевому варіанті та обладнаний трьома турбінами типу Каплан загальною потужністю 315 МВт, введеними в експлуатацію у 1989 році. При напорі у 48 метрів це забезпечує виробництво 1,1 млрд кВт-год на рік.
Видача продукції відбувається по ЛЕП, що працює під напругою 400 кВ.
Вартість проекту, який також включав будівництво приблизно 100 км доріг, 51 тунель загальною довжиною 10,5 км та 22 мости, становила 400 млн доларів США.